# Миодраг Цветковић
Др Миодраг Цветковић (Лесковац, 30. јун 1947) начелник је Педијатријске службе у Лесковцу.

## Биографија
Др Миодраг Цветковић је рођен 30. јуна 1947. године у Лесковцу, где је завршио основну школу и Гимназију, а Медицински факултет у Нишу 30. јуна 1972. године. Одмах по завршеном факултету радио је најпре у школском, а затим у дечјем диспанзеру до 1981. године, када је специјализирао педијатрију у Нишу. Након само месец дана прешао је на Дечје одељење болнице у Лесковцу. У оквиру стручног усавршавања 1988. године на Институту за мајку и дете на Новом Београду завршио је субспецијализацију из дечје кардиологије. Од 2000. године је начелник педијатријске службе.
У делу иновације из педијатрије сваке године је практиковано да један број лекара са педијатрије учествује у стручном усавршавању на Институту за мајку и дете. По завршетку тог састанка уобичајено је штампање књиге радова са тог скупа за све учеснике. Такође се посећује и Педијатријска школа Србија и Црна Гора уз учешће и лекара са педијатрије. Организатори овог скупа су Институт и Педијатријска клиника, теме су различите у свакој години.
Од момента како је постао начелник, на одељењу је извршена адаптација просторија и формиран вртић у саставу одељења. Финансијер је Фонд за развој Лесковца. Из разних донација извршена је и адаптација амбуланте одељења.
Др Миодраг је активни члан Подружнице СЛД у Лесковцу и Педијатријске секције, као и Актива педијатара у Нишу. Учесник је многобројних стручних састанака, симпозијума и конгреса. Јасно је опредељен за рад са болесном децом од самог почетка, то и исказује љубављу за свако дете. Неумаран и дисциплинован у свом послу, високо стручан. У току студирања проглашен је најбољим студентом на трећој години Медицинског факултета и добитник Повеље Нишког универзитета.